# Carlos Ramos Rivas
Carlos Enrique Ramos Rivas (* 23. September 1959 in Mérida) ist ein Abgeordneter der Nationalversammlung Venezuelas für den Bundesstaat Mérida. Er ist Volkswirt.

## Studium
Carlos Ramos studierte Volkswirtschaft an der Universidad de los Andes. Später absolvierte er einen Master der politischen Wissenschaften und ein Aufbaustudium in Bauplanung in derselben Universität. 

## Politische Arbeit
Er ist ein Mitglied von der sozialdemokratischen Partei Un Nuevo Tiempo.
Er wurde während der 2010-Wahlen mit 65,36 % der Stimmen gewählt.
Carlos Ramos Rivas hat mehrmals der Regierung Chávez der Korruption angeklagt. Vor allem kritisiert er, dass die Nationalregierung die Benutzung von über 29 Milliarden Dollar des FONDEN, eines Fonds für die nachhaltige Entwicklung Venezuelas, nicht erklärt hat.